# タワー (1993年の映画)
『タワー』（原題：The Tower）は、1993年に公開されたアメリカ合衆国のテレビ映画。

## ストーリー
CAS（人工知能接続機構）と呼ばれるコンピュータによって管理されるインターコープ社のビルに、リンダの紹介で入社した元作曲家のトニー･マイノットが訪れるが、ルールを無視するなどCASを甘く見ていた彼は軽い気持ちでIDカードを工具代わりに使用し傷をつけたため、カードが認識できなくなりCASから侵入者と見なされてしまう。
リトルヒル社長の指示で残業していたトニーはそうとは知らずにIDカードを使用し、CASのトラップシステムが作動し警備員のウィルソンはエレベーターのドアに挟まれ、リトルヒル社長はサウナで蒸し焼きにされた上で爆破されて犠牲となってしまう。CASが狂ったと考えたトニーは、トラップから命からがら逃れて一旦はタワーの外に出たが、心配して様子を見に来たリンダがタワーに入るのを見て助け出しに行く。リンダとともにCASの攻撃を避けながら、タワーから脱出する方法を探すトニーだったが、CASが自分を侵入者とみていることに怒り、コンピュータを床に投げつけ火災を引き起こしてしまう。炎から逃れるため、窓掃除の足場に乗って別の階に移動する2人だったが、リンダは足場と一緒に地下に落ちてしまう。地下に向かいリンダを救出したトニーは、CASによって殺されそうになるが、CASの基盤を作曲用の基盤と入れ替えシステムを破壊する。CASが自爆モードに入りタワーが爆発するなか、2人は無事タワーからの脱出に成功した。

## キャスト
| 役名                 | 俳優                           | 日本語吹替 |
| -------------------- | ------------------------------ | ---------- |
| トニー・マイノット   | ポール・ライザー               | 江原正士   |
| リンダ               | スーザン・ノーマン             | 土井美加   |
| ウィルソン           | リチャード・ガント             | 仲野裕     |
| サリー               | アナベル・ガーウィッチ         | 鈴木みえ   |
| リトルヒル社長       | ロジャー・リース               | 小川真司   |
| グレチェン・ウォレス | ディー・ディー・レッシャー     |            |
| CAS                  | ディー・ディー・ウィルキンソン | 叶木翔子   |

## スタッフ
- 監督：リチャード・クレッター
- 製作：マシュー・ラシュトン
- 製作総指揮：グレゴリー・ハリソン、フランクリン・R・レヴィ
- 脚本：リチャード・クレッター、ジョン・ライリー
- 原案：ジョン・ライリー
- 音楽：ジョン・ダンドレア、リチャード・ホロウィッツ、コリー・レリオス
- 撮影：ビング・ソコルスキー
- 編集：ビル・ジョンソン